# Кацикарис, Фотис
Фотис Кацикарис (греч. Φώτης Κατσικάρης, 16 мая 1967 года, Коридалос, Греция) — греческий профессиональный баскетболист и тренер, игравший на позиции разыгрывающего защитника.

## Карьера игрока
Фотис Кацикарис начал заниматься баскетболом в системе клуба «Ионикас» из города Никея. Он выступал за молодежную команду клуба и в 15 лет дебютировал в высшем дивизионе чемпионата Греции. Фотис Кацикарис с 1986 по 1988 году учился в США и перед дебютом в «АЕКе» играл за «Спортинг». За «АЕК» провел 6 сезонов. Потом ещё 2 года выступал за клуб «Ираклио», где завершил карьеру игрока. Фотис Кацикарис провел в высшем дивизионе чемпионата Греции 197 игр в которых в среднем за матч набирал 3,7 очка.
Если бы тренер «АЕКа» Крешимир Чосич не пригласил Фотис а в свой клуб, то тот мог завершить карьеру игрока и продолжить учёбу в США.

## Тренерская карьера

### АЕК
По окончании игровой карьеры Фотис Кацикарис вошёл в тренерский штаб «АЕКа», где с 1998 по 2003 годы был помощником Душана Ивковича и Драгана Шакоты. За это время клуб из столицы Греции выиграл Кубок Сапорты (2000); Кубок Греции (2000, 2001); чемпионат Греции (2002). В 2003 году его назначили главным тренером клуба. В первом зоне команда Фотис а в Евролиге не вышла в «Топ-16» и заняла 4-е место в чемпионате Греции. В сезоне 2004/2005 «АЕК» в Евролиге не вышла в четвертьфинал и стал 2-м в греческом первенстве.

### Динамо Санкт-Петербург
По окончании сезона Фотис Кацикарис перешёл в «Динамо» из Санкт-Петербурга. В сезоне 2005/2006 клуб по итогом плей-офф завоевал бронзовые медали чемпионата России и участвовал в финале четырёх Кубка Европы ФИБА. Перед сезоном 2006/2007 клуб обанкротился и прекратил существование, а Кацикарис покинул Россию.

### Валенсия
В октябре 2006 года Фотис Кацикарис был приглашен в испанский клуб «Валенсия», чтобы вывести команду из середины турнирной таблицы чемпионата Испании на более высокий уровень. Но цель была не выполнена, так как дважды «Валенсия» под его руководством играла только в четвертьфинале первенства Испании. В начале сезона 2008/2009 Кацикарис был уволен.

### Арис
В октябре 2009 года Фотис Кацикарис приступил к работу с греческим клубом «Арис». Клуб не смог выйте в основной этап Евролиги через квалификацию. Кацикарис сумел реоганизовать команду за несколько дней до начала первенства Греции. Его тренерская карьера в «Арисе» продолжалась 100 дней. В январе 2010 года после поражения от принципиального соперника «ПАОКа» Фотис Кацикарис подал в отставку.

### Бильбао
Через несколько дней Фотис Кацикарис стал тренировать испанский клуб «Бильбао», который находился на предпоследнем месте в национальном первенстве с 4 победами в 17 матчах. Команда под его руководством преобразилась. Она не только ушла с зоны вылета, но ей не хватило 1 победы, чтобы участвовать в плей-офф. В этом же сезоне «Бильбао» принимал участие в финале четырёх Кубка Европы.
Следующий сезон стал для «Бильбао» и Фотиса Кацикариса более успешным, правда команда не принимала участия в еврокубках. «Бильбао» вышел в финал испанского первенства, где уступил «Барселоне», обыграв перед этим в плей-офф «Валенсию» и «Реал Мадрид». Клуб получил серебряные медали — высшее достижение «Бильбао» в истории клуба и путевку в Евролигу.
В сезоне 2011/2012 «Бильбао» проиграл в четвертьфинале Евролиги «ЦСКА». На аналогичной стадии первенства Испании уступил «Каха Лаборалу».
В следующем сезоне «Бильбао» проиграл в финале Кубка Европы «Локомотиву-Кубани». Кацикарис стал тренером года Еврокубка.

### Хапоэль Иерусалим
В Июне 2017 год, стал тренер Хапоэль Иерусалим.

### Сборная России
24 декабря 2012 года Фотис Кацикарис был назначен главным тренером мужской сборной России по баскетболу. Он расторгнул действующий контракт с «Бильбао», поскольку правила лиги ACB не позволяют клубным тренерам одновременно возглавлять какую-либо сборную. 19 июля 2013 года (за 3 дня до начала подготовки к чемпионату Европы) СМИ сообщили, что Кацикарис принял решение не тренировать команду. На следующий день было опубликовано его открытое письмо, в котором он объяснил свою отставку противодействием его работе со стороны руководства РФБ (особенно и. о. президента Ю. Аникеевой) и увольнением генерального менеджера команды Олега Ушакова.

### Статистика по сезонам
Аббревиатуры:
QF; четвертьфинал
DNQ; не квалифицировались
HNQ; не участвовали в квалификации — система европейского отбора основана на прошлогоднем выступлении в национальном чемпионате

| Клуб          | Лига        | Сезон   | Домашние соревнования                                 | Домашние соревнования                                 | Европейские соревнования                              | Европейские соревнования                              |
| Клуб          | Лига        | Сезон   | Чемпионат                                             | Кубок                                                 | Турнир                                                | Место                                                 |
| ------------- | ----------- | ------- | ----------------------------------------------------- | ----------------------------------------------------- | ----------------------------------------------------- | ----------------------------------------------------- |
| AEK           | HEBA A1     | 2003-04 | 4-е                                                   | QF                                                    | Евролига                                              | Последние 24                                          |
| AEK           | HEBA A1     | 2004-05 | 2-е                                                   | QF                                                    | Евролига                                              | Топ 16                                                |
| Динамо СПб    | Суперлига А | 2005-06 | 3-е                                                   |                                                       | Eврокубок                                             | 4-е                                                   |
| Динамо СПб    | Суперлига А | 2006-07 | клуб прекратил существование вследствие банкротства   | клуб прекратил существование вследствие банкротства   | клуб прекратил существование вследствие банкротства   | клуб прекратил существование вследствие банкротства   |
| Валенсия      | АБК Лига    | 2006-07 | QF                                                    | dnq                                                   | hnq                                                   | hnq                                                   |
| Валенсия      | АБК Лига    | 2007-08 | QF                                                    | QF                                                    | Кубок Европы УЛЕБ                                     | QF                                                    |
| Валенсия      | АБК Лига    | 2008-09 | снят с должности после нескольких матчей              | снят с должности после нескольких матчей              | снят с должности после нескольких матчей              | снят с должности после нескольких матчей              |
| Арис Салоники | HEBA A1     | 2009-10 | уволен в январе; команда уже в Еврокубке Последние 16 | уволен в январе; команда уже в Еврокубке Последние 16 | уволен в январе; команда уже в Еврокубке Последние 16 | уволен в январе; команда уже в Еврокубке Последние 16 |
| Бильбао       | АБК Лига    | 2009-10 | 9-е                                                   | QF                                                    | Еврокубок                                             | 3-е                                                   |
| Бильбао       | АБК Лига    | 2010-11 | 2-е                                                   | QF                                                    | hnq                                                   | hnq                                                   |
| Бильбао       | АБК Лига    | 2011-12 | QF                                                    | dnq                                                   | Eвролига                                              | QF                                                    |
| Бильбао       | АБК Лига    | 2012-13 | QF                                                    | QF                                                    | Кубок Европы                                          | 2-е                                                   |